# Phaeodothis winteri
Phaeodothis winteri är en svampart som först beskrevs av Niessl, och fick sitt nu gällande namn av Aptroot 1995. Enligt Catalogue of Life ingår Phaeodothis winteri i släktet Phaeodothis,  och familjen Montagnulaceae, men enligt Dyntaxa är tillhörigheten istället släktet Phaeodothis,  och familjen Didymosphaeriaceae. Arten är reproducerande i Sverige. Inga underarter finns listade i Catalogue of Life.